# Claude Montefiore
Claude Joseph Goldsmid Montefiore (Londra, 6 giugno 1858 – Londra, 9 luglio 1938) è stato uno storico e teologo britannico di origine italiana (Livorno), figlio di Nathaniel Montefiore, e pronipote di Sir Moses Montefiore. Viene identificato come personaggio importante nel contesto del pensiero religioso ebraico, delle relazioni ebraico-cristiane e della sociopolitica angloebraica..

## Opere
- C.G. Montefiore, The Hibbert Lectures; On the Origin and Growth of Religion as Illustrated by the Religion of the Ancient Hebrews (Londra: Williams & Norgate, 1893).
- C.G. Montefiore, The Bible for Home Reading (Londra: Macmillan, 1899).
- C.G. Montefiore, Some Elements in the Religious Teaching of Jesus (Londra: Macmillan, 1910).
- C.G. Montefiore, Outlines of Liberal Judaism (Londra: Macmillan, 1912).
- C.G. Montefiore, Judaism and St. Paul; Two Essays (Londra: Max Goschen Ltd, 1914).
- C.G. Montefiore, Liberal Judaism and Hellenism and Other Essays (Londra: Macmillan, 1918).
- C.G. Montefiore, Race, nation, religion and the Jews, (Keiley: Rydal Press, 1918).
- C.G. Montefiore, The Old Testament and After (Londra: Macmillan, 1923).
- C.G. Montefiore, The Synoptic Gospels, 2ª ed., 2 voll. (Londra: Macmillan, 1927).
- C.G. Montefiore, Studies in Memory of Israel Abrahams (New York: Jewish Institute of Religion, 1927).
- C.G. Montefiore, Rabbinic Literature and Gospel Teachings (Londra: Macmillan, 1930).
- C.G. Montefiore, The Synoptic Gospels (New York: K.T.A.V. Publishing House, 1968), con ‘Prolegomenon’ di Lou H Silberman.
- C.G. Montefiore & Herbert Loewe, curatori, A Rabbinic Anthology (Londra: Macmillan, 1938).